# Eutolmus apicalis
Eutolmus apicalis är en tvåvingeart som beskrevs av Becker och Stein 1913. Eutolmus apicalis ingår i släktet Eutolmus och familjen rovflugor. Inga underarter finns listade i Catalogue of Life.